# Clinocera irrorata
Clinocera irrorata är en tvåvingeart som beskrevs av Sinclair 2000. Clinocera irrorata ingår i släktet Clinocera och familjen dansflugor. Inga underarter finns listade i Catalogue of Life.